# Штейнберг, Матус Азарьевич
Ма́тус Аза́рьевич (Оза́рьевич) Ште́йнберг (также известен как Макс Штейнберг, Матвей Штейнберг, Max Steinberg и Charles Emile Martin — Чарльз Эмиль Мартин и Шарль Эмиль Мартен; 1904, Аккерман, Бессарабская губерния — 3 июля 1987, Москва) — советский разведчик-нелегал, майор госбезопасности (1935), участник агентурной сети Красная капелла в Швейцарии. Кодовые имена: харбинский предприниматель и швейцарский инженер George Wilmer, Lorenz, Laurenz, Dubois, миланский индустриалист Carlo Emilio Wilmer.

## Кодовая биография
По кодовой версии и поддельным документам, Чарльз Эмиль Мартин (Шарль Эмиль Мартен) родился в Санкт-Петербурге 29 июля 1899 года. Эмигрировал из СССР в Швейцарию, где работал инженером и специалистом по фотографическому оборудованию, жил с женой Эльзой в городке Сент-Круа, в кантоне Во. Свободно владел немецким, русским и французским языками, последним — с марсельским акцентом. По возвращении в Швейцарию в 1939 году, поселился по адресу 32 Chemin de la Fauvette в предместье Лозанны Шайи. Его жена, Эльза Мари Мартин (Elsa Marie Martin), урождённая Мадер (Maeder), также известная как Joanna Wilmer, Laura и Lora, дочь Бартоломео (Bartholomeo Nuenuksela) и Марии Нуэнуксела (Marie Nuenuksela), также родилась в Санкт-Петербурге 31 декабря 1899 года. На протяжении более чем десятилетия супружеская пара Мартин была под наблюдением швейцарских секретных служб.

## Биография
Матус Азарьевич (Озарьевич) Штейнберг родился в Аккермане на юге Бессарабии в 1904 году, в семье приказчика Ойзера Срулевича Штейнберга. В 1918 году его родной город отошёл к Румынии. С детства свободно владел, помимо идиша, русского, румынского и украинского языков, также немецким и французским языками; позже освоил итальянский и английский языки. Окончил коммерческое училище, в 1923 году покинул Румынию и поселился в Бельгии, где в следующем году вступил в бельгийскую компартию и работал чернорабочим на металлообрабатывающем заводе. Был выслан во Францию, где работал полировщиком на деревообделочном заводе и вступил во французскую компартию.
В 1926 году переехал в СССР, в 1927 году стал кандидатом в члены ВКП(б), служил в Красной Армии. В 1928 году был принят на работу в иностранный отдел ОГПУ (впоследствии помощник начальника отдела, куратор работы по эмиграции и операций против английской разведки). Выполнял задания во Франции и Маньчжурии, где был руководителем нелегальной резидентуры в Харбине, затем помощником Н. Эйтингона в Испании и, наконец, в установленной Л. Ануловым нелегальной сети в Швейцарии. Ещё в Харбине завербовал гражданина США Сая Оггинса, впоследствии в Швейцарии выдавая его за своего брата-близнеца (происхождение его безупречного английского неясно). Был представителем фирмы «Берлин-Инвест».
В октябре 1938 года отказался выполнить приказ о возвращении в Советский Союз, в 1939 году помог резиденту ИНО в Париже Л. П. Василевскому получить въездную визу для Н. Эйтингона. В 1943 году через Александра Фута (Alexander Foote) вновь установил контакт с советской разведкой. 23 сентября 1956 года, на грани высылки из Швейцарии, вернулся к семье в СССР, где в марте 1957 года был приговорён Военной коллегией Верховного суда к 10 годам заключения. Отбывал срок во Владимирской тюрьме, некоторое время в одной камере с П. Судоплатовым, затем — с Н. Эйтингоном, а с 1964 года — с Борисом Меньшагиным, который, как утверждается, помог ему составить ходатайство, приведшее к освобождению за год до окончания тюремного срока.
После освобождения в 1966 году жил в Москве. 
Штейнберг — персонаж художественного фильма «Код операции „Тарантелла“».

## Семья
Дочь — выпускница Московского университета, журналистка Галина Матусовна Штейнберг (1930—2018) — ответственный секретарь раменской газеты «Родник».